# ジョン・アップダイク
ジョン・ホイヤー・アップダイク（John Hoyer Updike, 1932年3月18日 - 2009年1月27日）は、アメリカの作家・詩人。ペンシルベニア州シリングトン出身。息子のデヴィッド・アップダイクも作家。

## 経歴
ハーヴァード大学を卒業後、『ニューヨーカー』誌のライターを経て作家となる。「ウサギ」ことハリー・アングストロームを主人公とした『走れウサギ』『帰ってきたウサギ』『金持になったウサギ』『さようならウサギ』の4部作に代表される都会的で知的な作風が魅力で、アメリカ内外の読者に人気がある。『ケンタウロス』で全米図書賞、『金持になったウサギ』でピューリッツァー賞、全米図書賞、全米批評家協会賞 の全米三大文学賞をすべて、『さようならウサギ』で再びピューリッツァー賞と全米批評家協会賞を受賞し、初期の短編を集めた『The Early Stories』でペン/フォークナー賞を受賞。1966年と1991年にはオー・ヘンリー賞を受賞。
2009年1月27日、マサチューセッツ州にて肺ガンにより76歳で死去。

## 主な作品
- 『救貧院の縁日』"The Poorhouse Fair", 1959年
  - 平野幸仁訳『老瘋院の祭り』 太陽社 1970、須山静夫訳『プアハウス・フェア』 新潮文庫 1971
- 『同じ一つのドア』"The Same Door", 1959年
  - 鮎川信夫訳『アプダイク作品集』（抄録） 荒地出版社 1969
  - 武田勝彦訳 角川文庫 1970、宮本陽吉訳 新潮文庫 1972
- 『走れウサギ』"Rabbit, Run", 1960年
  - 宮本陽吉訳 白水社 1964 のちＵブックス
- 『鳩の羽根』"Pigeon Feathers and Other Stories", 1962年
  - 寺門泰彦訳 白水社 1968
- 『ケンタウロス』"The Centaur", 1963年
  - 寺門泰彦,古宮照雄訳 白水社 1968
- 『農場』"Of the Farm", 1965年
  - 河野一郎訳 河出書房新社 1969
- 『雑文集』"Assorted prose", 1965年
  - 寺門泰彦訳『一人称単数』 新潮社 1977
- 『子どものカレンダー』"A Child's Calendar", 1965年
  - 長田弘訳『十月はハロウィーンの月』 みすず書房 2000
- 『ミュージック・スクール』"The Music School", 1966年
  - 須山静夫訳 新潮社 1970
- 『カップルズ』"The Couples", 1968年
  - 宮本陽吉訳 新潮社 1970 のち文庫
- 『ベック氏の奇妙な旅と女性遍歴』"Bech", 1970年
  - 沼沢洽治訳 新潮社 1976
- 『帰ってきたウサギ』"Rabbit Redux", 1972年
  - 井上謙治訳 新潮社 1973
- 『美術館と女たち』"Museums And Women", 1972年
  - 宮本陽吉訳 新潮社 1980
- 『日曜日だけの一カ月』"A Month of Sundays", 1975年
  - 井上謙治訳 新潮社 1988
- 『ある癩病者の日記より』"From The Journal of a Leper", 1976年
  - 土屋陽子訳「ある「ハンセン病患者」の日記から」 石塚久郎監訳『病短編小説集』平凡社ライブラリー 2016
- 『結婚しよう』"Marry Me", 1976年
  - 岩元巌訳 新潮社 1978 のち文庫
- 『クーデタ』"The Coup", 1978年
  - 池沢夏樹訳 講談社 1981
- 『アメリカの家庭生活 短編小説集』"Problems", 1979年
  - 大津栄一郎訳 講談社 1985
- 『メイプル夫妻の物語』"Too Far to Go", 1979年
  - 岩元巌訳 新潮文庫 1990
- 『金持になったウサギ』"Rabbit is Rich", 1981年
  - 井上謙治訳 新潮社 1992
- 『岸にしがみついて：エッセイと批評』"Hugging the Shore: Essays and Criticism", 1983年
  - 中尾秀博訳『アップダイクの世界文学案内』（抄録） 東京書籍 1994
- 『イーストウィックの魔女たち』"The witches of Eastwick", 1984年
  - 大浦暁生訳 新潮社 1987 のち文庫
- 『美しき夫たち』"Trust Me", 1987年
  - 沼沢洽治訳 筑摩書房 1993
- アップダイク自選短編集 岩元巌訳 新潮文庫 1995
- 『さようならウサギ』"Rabbit at Rest", 1990年
  - 井上謙治訳 新潮社 1997
- 『ブラジル』"Brazil", 1994年
  - 寺門泰彦訳 新潮社 1998
- 『ゴルフ・ドリーム』"Golf Dreams", 1996年
  - 岩元巌訳 集英社 1997
- 『終焉』"Toward the End of Time", 1997年
  - 風間賢二訳 青山出版社 2004
- 『ラビット・アングストローム：4つの小説』"Rabbit Angstrom: The Four Novels", 1995年
  - 井上謙治訳 新潮社 1999
- 『ガートルードとクローディアス』"Gertrude and Claudius", 2000年
  - 河合祥一郎訳 白水社 2002
- 『テロリスト』"Terrorist", 2006年